# Týn nad Bečvou
Týn nad Bečvou (in tedesco Thein) è un comune della Repubblica Ceca facente parte del distretto di Přerov, nella regione di Olomouc.

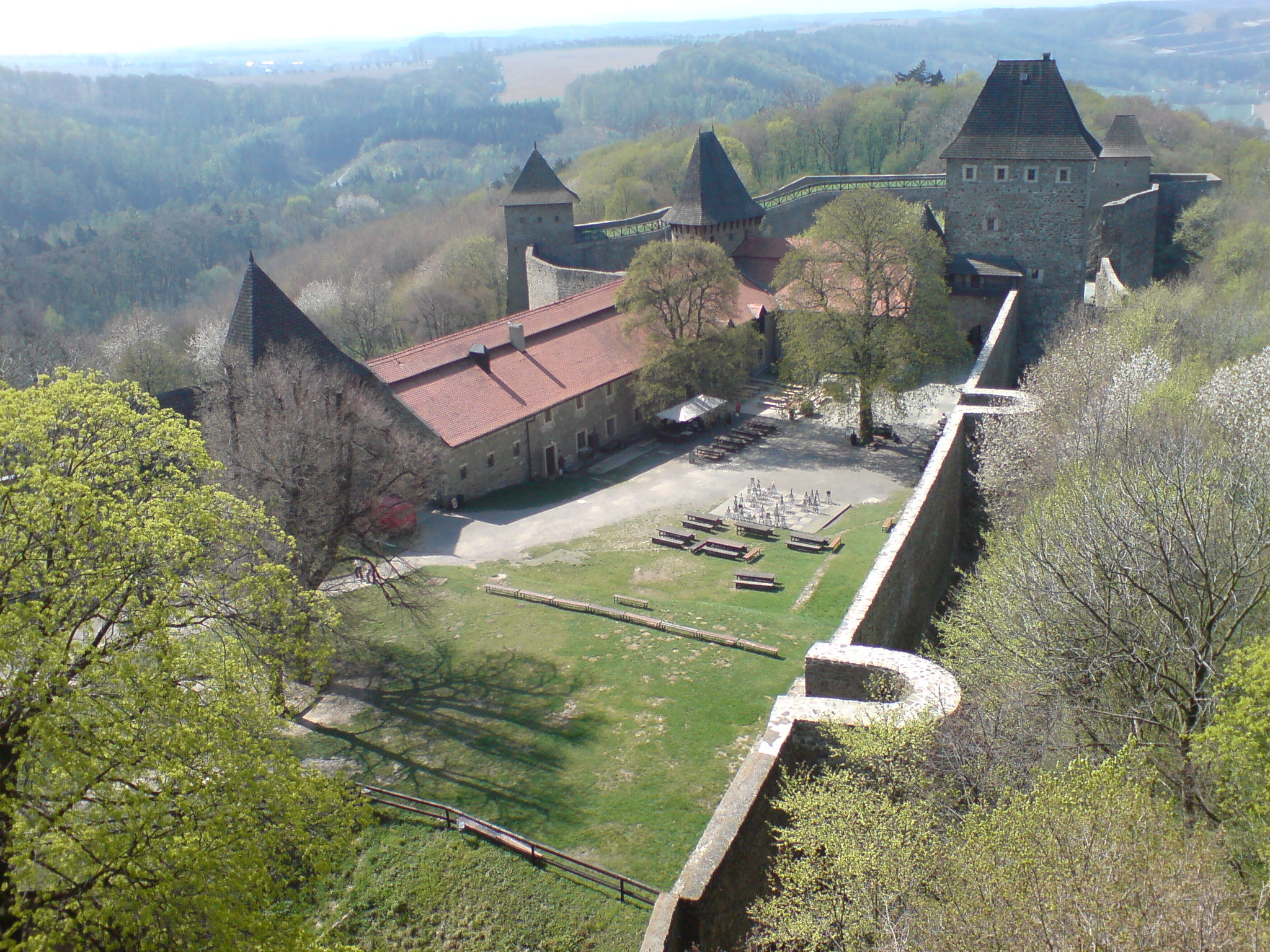
Il complesso di Helfštýn

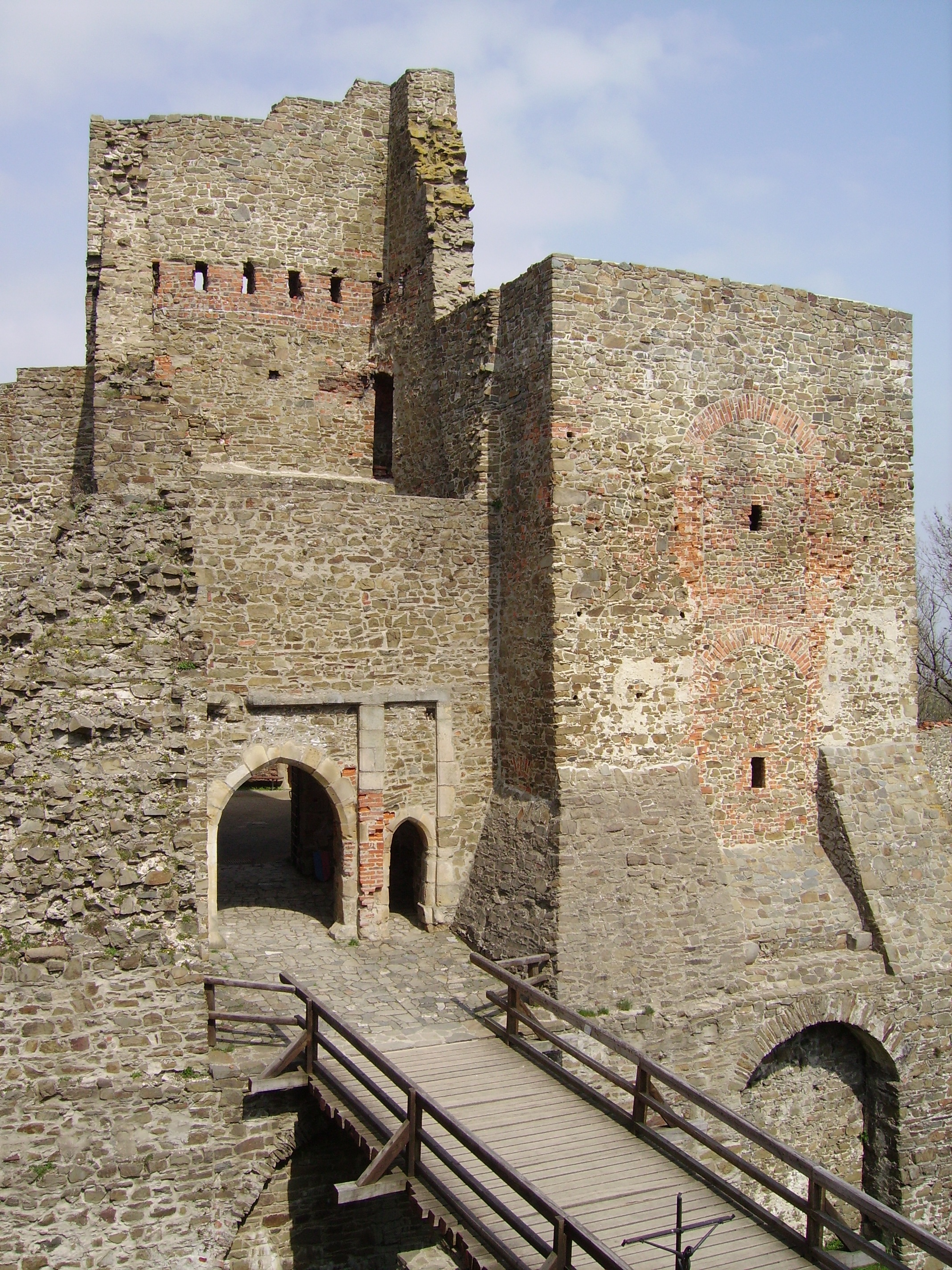
Il ponte sul fossato

## Il castello di Helfštýn
Helfštýn è una fortezza edificata all'inizio del XIV secolo e ampliata, a più riprese, fino all'anno 1746.
Al pianterreno del palazzo è possibile visitare una esposizione di opere di fucina.  Nell'area del castello si svolge ogni anno il festival Hefaiston, incontro internazionale dei fabbri artigiani.